# Maxim Walerjewitsch Kondratjew
Maxim Walerjewitsch Kondratjew (russisch Максим Валерьевич Кондратьев; * 20. Januar 1983 in Toljatti, Russische SFSR) ist ein russischer Eishockeyspieler, der zuletzt bis Juni 2020 bei Amur Chabarowsk aus der Kontinentalen Hockey-Liga (KHL) unter Vertrag gestanden und dort auf der Position des Verteidigers gespielt hat.

## Karriere
Maxim Kondratjew begann seine Karriere als Eishockeyspieler in seiner Heimatstadt in der Nachwuchsabteilung des HK Lada Toljatti, für dessen zweite Mannschaft er von 1998 bis 2000 in der drittklassigen Perwaja Liga aktiv war. Anschließend gab der Verteidiger sein Debüt im professionellen Eishockey, als er in der Saison 2000/01 für ZSK WWS Samara in der Wysschaja Liga, der zweiten russischen Spielklasse, zum Einsatz kam. Im Anschluss an diese Spielzeit wurde er im NHL Entry Draft 2001 in der sechsten Runde als insgesamt 168. Spieler von den Toronto Maple Leafs ausgewählt. Zunächst blieb er jedoch in Russland und kehrte nach Toljatti zurück, ehe er im Laufe der Saison 2003/04 von Toronto nach Nordamerika beordert wurde. Bis Saisonende kam er in sieben Spielen in der National Hockey League für die Kanadier zum Einsatz. Weitere 18 Spiele bestritt er für deren Farmteam, die St. John’s Maple Leafs, in der American Hockey League.

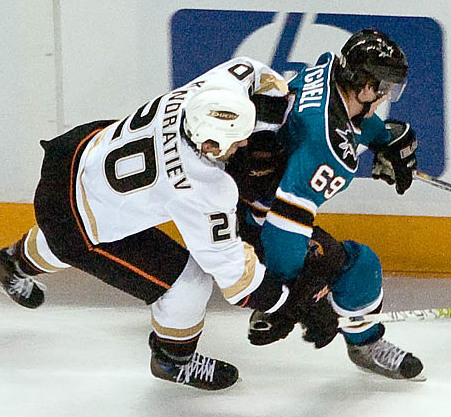
Maxim Kondratjew (li.) und Torrey Mitchell (2007)

Am 3. März 2004 wurde Kondratjew von den Toronto Maple Leafs an ihren Ligarivalen New York Rangers abgegeben, blieb jedoch bis Saisonende ohne Einsatz in deren Organisation. Da die Saison 2004/05 aufgrund eines Lockouts ausfiel, begann er die Spielzeit bei New Yorks AHL-Farmteam Hartford Wolf Pack und beendete sie bei seinem Heimatverein Lada Toljatti in der russischen Superliga. Mit dem HK Lada wurde der russische Nationalspieler am Saisonende Vizemeister und musste sich mit seiner Mannschaft erst im Playoff-Finale dem HK Dynamo Moskau geschlagen geben. Zu Beginn der folgenden Spielzeit konnte er sich zunächst einen Stammplatz im NHL-Team der New York Rangers erkämpfen, wurde jedoch am 8. Januar 2006 im Tausch gegen den Tschechen Petr Sýkora und ein Viertrundenwahlrecht für den NHL Entry Draft 2007 an die Anaheim Ducks abgegeben. Für die Kalifornier kam er bis Saisonsende allerdings zu keinem einzigen NHL-Einsatz und er musste die gesamte Zeit bei deren AHL-Farmteam Portland Pirates verbringen.
Da er sich bei Anaheim nicht durchsetzen konnte, kehrte er für die Saison 2006/07 erneut zum HK Lada Toljatti zurück. Im folgenden Jahr holten ihn die Ducks noch einmal nach Kalifornien zurück. Es folgte jedoch nur ein kurzes Gastspiel von vier punkt- und straflosen NHL-Einsätzen, ehe er endgültig in Russland blieb. In der gesamten restlichen Spielzeit verteidigte er für den SKA Sankt Petersburg in der Superliga. Die Saison 2008/09 verbrachte der zweifache Junioren-Weltmeister in der neu gegründeten Kontinentalen Hockey-Liga beim Hauptstadtklub HK ZSKA Moskau. Zwischen 2009 und 2012 stand er für Salawat Julajew Ufa auf dem Eis.
Im August 2012 wurde er von Lokomotive Jaroslawl verpflichtet, ehe er im Oktober des gleichen Jahres gegen Alexander Guskow vom HK ZSKA Moskau eingetauscht wurde. Für den ZSKA absolvierte er 35 Einsätze in der KHL, in denen er vier Scorerpunkte sammelte, ehe er im Mai 2013 zum HK Traktor Tscheljabinsk wechselte.

### International

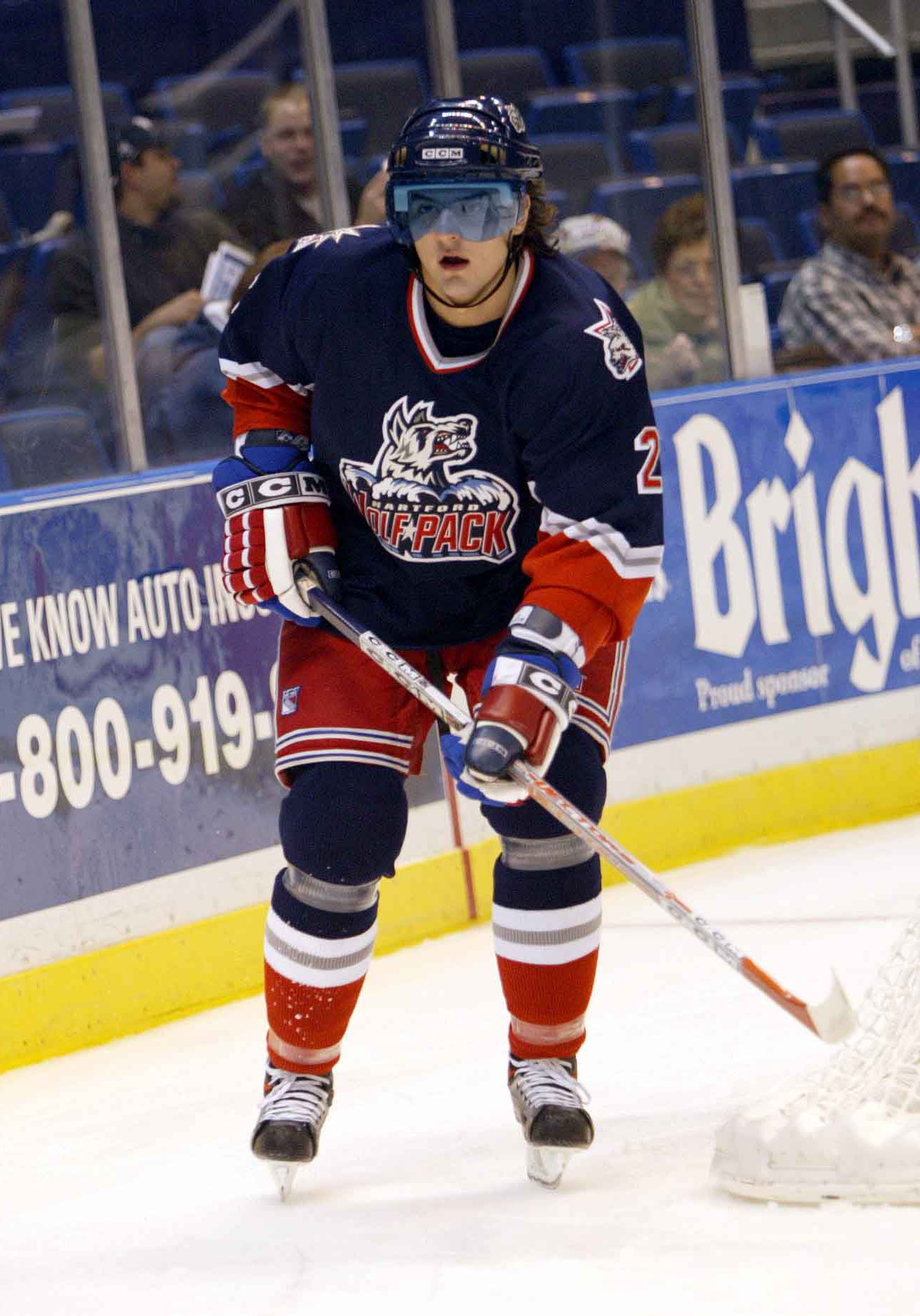
Maxim Kondratjew (2004)

Für Russland nahm Kondratjew im Juniorenbereich an den U20-Junioren-Weltmeisterschaften 2002 und 2003 teil. Bei beiden Turnieren wurde er mit seiner Mannschaft Weltmeister. Im Seniorenbereich stand er im Aufgebot seines Landes bei den Weltmeisterschaften 2004 und 2007, sowie 2004, 2005, 2007, 2009 und 2010 bei der Euro Hockey Tour.

## Erfolge und Auszeichnungen
- 2005 Russischer Vizemeister mit dem HK Lada Toljatti
- 2011 Gagarin-Pokal-Gewinn und Russischer Meister mit Salawat Julajew Ufa

### International
- 2000 Goldmedaille bei der World U-17 Hockey Challenge
- 2002 Goldmedaille bei der U20-Junioren-Weltmeisterschaft
- 2003 Goldmedaille bei der U20-Junioren-Weltmeisterschaft
- 2007 Bronzemedaille bei der Weltmeisterschaft

## Statistik
(Stand: Ende der Saison 2019/20)